# Гвоздики відстовбурчені
Гвоздики відстовбурчені, гвозди́ка розчепі́рена або  (Dianthus squarrosus) — вид трав'янистих рослин родини гвоздикових, ендемік степової зони України і півдня Росії.

## Опис
Багаторічник, 25–50 см заввишки. Листки лінійно-шиловиді, 1–2 см завдовжки, дугоподібно зігнуті. Приквіткові луски яйцеподібні. Чашолистки циліндричні, 25–30 мм завдовжки, зелені, рідше з бузковим відливом. Пелюстки білі. Стебла галузяться від низу.
Цвітіння відбувається протягом червня — липня.

## Поширення
Ареал охоплює степову смугу України і півдня Росії.
Зростає на пісках — у Лісостепу і Степу, нерідко в басейнах Дніпра і Сіверського Дінця. Спорадично трапляється в Полтавській, Черкаській, Кіровоградській, Дніпропетровській, Запорізькій та Луганській областях.

## Охорона
В Україні вид перебуває під охороною — він занесений до переліків регіонально рідкісних рослин Дніпропетровської, Запорізької, Кіровоградської та Луганської областей.
Основними негативними факторами є розорювання річкових і приморських пісків, неконтрольований випас худоби і надмірне рекреаційне навантаження.
Гвоздика розчепірена як елемент біорізноманіття охороняється в Дніпровсько-Орільському і Луганському природних заповідниках, Національному заповіднику «Хортиця» та ряді інших природно-заповідних об'єктів України.